# Joseph Hartleib

Josef Hartleib

Josef Hartleib (* 2. August 1875 in Wiesenfeld bei Coburg; † 6. Januar 1949 in Hannover) war ein deutscher Politiker (SPD).

## Leben und Wirken
Hartleib besuchte die Volksschule. Von 1889 bis 1907 war er als Fabrik-, Ziegeleibau- und Gasanstaltsarbeiter tätig. Von 1895 bis 1897 gehörte er dem Infanterieregiment 82 an. Um die Jahrhundertwende trat Hartleib in die Sozialdemokratische Partei Deutschlands (SPD) ein. Ab 1907 war er Angestellter, später auch Agitationsleiter, beim Verband der Fabrikarbeiter Deutschlands.
Von 1914 bis 1918 nahm Hartleib am Ersten Weltkrieg teil, in dem er in Nordfrankreich kämpfte. Ab 1919 war er Stadtverordneter der Stadt Linden bei Hannover. Seit der Eingemeindung der Stadt Linden nach Hannover im Januar 1920 war er Stadtverordneter in Hannover. Daneben gehörte er vom 1. September 1919 (als Nachrücker für Hermann Lodemann) bis 1923 dem Provinziallandtag der Provinz Hannover an.
Bei den Reichstagswahlen vom Juni 1920 wurde Hartleib für die SPD in den Reichstag gewählt. Im Parlament der Weimarer Republik vertrat er bis zum Mai 1924 den Wahlkreis 18 (Südhannover-Braunschweig), dann von Mai bis Dezember 1924 den Wahlkreis 16 (Südhannover-Braunschweig; nach einer Neudurchnummerierung der Wahlkreise). Von 1924 bis 1928 war Hartleib Mitglied des preußischen Landtages. 
Nach 1933 war Hartleib arbeitslos. Außerdem wurde er von der Gestapo überwacht. 1944 wurde Hartleib im Rahmen der Aktion Gitter verhaftet.